# Leyre Morlans
Leyre Morlans (Zaragoza, España; 7 de marzo de 1987) es una joven esquiadora española que ha destacado en categorías inferiores, y que ha empezado a competir con regularidad en la Copa Mundial de Esquí Alpino en la temporada 2007-2008.
Su debut en la Copa del Mundo fue el 27 de enero de 2006 en el Super Gigante de Cortina d'Ampezzo. Un año después en San Sicario consiguió un 46.º puesto en un Descenso, que es su mejor resultado hasta ahora.
En categorías inferiores ha logrado varias victorias y podios tanto en Gigante, Super Gigante, Eslalon y Descenso, mostrando una gran polivalencia. La estación de La Molina en Gerona es la pista talismán de la esquiadora panticuta, pues es donde ha realizado sus mejores actuaciones.
Ha sido 5 veces podio en los Campeonatos de España, 2.ª en el Eslalon Gigante de 2005 y 3.ª en el Eslalon de 2003, el Super Gigante de 2004, el Super Gigante de 2009 y el Eslalon Gigante de 2009. Además, ha sido Campeona de España Junior en Eslalon Gigante en 2005 y 2007, y en Super Gigante en 2005. También ha participado en 1 Juegos Olímpicos y en 2 Mundiales. En categoría Junior ha disputado a su vez 3 Mundiales logrando como mejor resultado un 29.º puesto en el Super Gigante de 2007.
En la Copa del Mundo, su mejor resultado ha sido un 45.º puesto en el Super Gigante de Sestriere, el 10 de febrero de 2008.
El 9 de febrero de 2009 se retiró de la competición, con sólo veintidós años, tras haber sido excluida de la selección nacional para los juegos de Vancouver en favor de esquiadoras con peores marcas que ella según Heraldo de Aragón.

## Palmarés

### Juegos Olímpicos
- 1 Participación (2 pruebas)
- Mejor resultado: 49.ª en Super Gigante en Turín 2006

### Mundiales
- 2 Participaciones (4 pruebas)
- Mejor resultado: 28.ª en Descenso en Val d´Isere 2009

### Copa del Mundo
- 5 Participaciones (28 pruebas)
- Mejor clasificación General: No puntuó en ninguna
- Mejor clasificación General Especialidad: No puntuó en ninguna